# The Priceduifkes
The Priceduifkes is een Belgische punkband die in 2003 werd opgericht. 

## Geschiedenis
Drie zestienjarige tieners met een gemeenschappelijke liefde voor de Amerikaanse punkband Ramones en een liefde voor skateboarden richtten in 2003 de band The Priceduifkes op. De band werd opgericht in de gemeente Nijlen, dit ligt in de Antwerpse Kempen (streek). Daarom wordt er vaak verwezen naar de muziek van The Priceduifkes als "Kempenpunk". Andere bands die deel uitmaken van deze Kempenpunk zijn Equal Idiots, Funeral Dress en Psycho 44.

### Bekendheid
Over de jaren heen raakte de band bekend over de hele wereld. Maar ook in eigen land bleef de band populair, zo speelden ze in 2023 nog op het Belgische muziekfestival Pukkelpop. In 2024 bracht de band na zeven jaar nog eens een nieuw album uit: "Dancing Dirty." De release van hun album werd gevierd met een optreden in Trix en Ancienne Belgique. Verder volgde er ook nog een tour naar Japan, samen met punkcollega's uit de Kempen Equal Idiots.

## Discografie

### Albums
- Can't Lose (2011)
- Goathorse (2017)
- Dancing Dirty (2024)

- MusicBrainz: baaf1ecd-0317-401b-9e08-0ba793674253